# Maurice de Broglie (évêque)
Pour les articles homonymes, voir Maurice de Broglie et Broglie.
Pour les autres membres de la famille, voir Maison de Broglie.
Maurice Jean Madeleine de Broglie, né le 5 septembre 1766 au château de Broglie, et mort le 20 juillet 1821 à Paris, est un homme d'Église français des XVIIIe et XIXe siècles.

## Biographie

### L'exil berlinois
Fils de Victor-François (1718-1804), duc de Broglie et maréchal de France, et de sa seconde épouse, Louise Augustine Salbigothon Crozat de Thiers (1733-1813), Maurice Jean Madeleine nait le 5 septembre 1766 (deux mois avant terme) au château de Broglie. Sa famille est originaire du Piémont, et a donné plusieurs généraux au service de la France.
Il a eu dès l'enfance et toute sa vie une santé forte délicate dont il a souffert constamment. Destiné à l'état ecclésiastique, il étudie au séminaire Saint-Sulpice. Il y suit le cours de ses études lorsque la Révolution, dont il adopte d'abord les principes, éclate.
C'est de cette maison qu'il écrit à son père, de la manière la plus pressante, pour l'engager à revenir en France et à servir la régénération nationale :

« Sans jeter mes regards sur le passé, permettez-moi de vous entretenir de l'état des choses, et d'appeler votre attention sur l'avenir. Je ne discuterai point les motifs qui vous ont fait sortir de France, les raisons qui ont séparé ma cause de celle d'un père que l'amour filial et mon profond respect paraissaient me faire un devoir de suivre constamment. Mais je vous prierai de réfléchir sur le pouvoir des circonstances, sur les événements qui se multiplient, qui se pressent et qui vont éclore. J'ai cru qu'il fallait une constitution, et croyez-moi, monsieur le maréchal, la révolution est faite irrévocablement. Si les ennemis triomphent, ils auront à s'entourer de trop de ruines ; trop de sang rougirait leurs armes, et les tombes de trop de victimes se refermeraient sur les vainqueurs. Tout annonce que le roi sanctionnera. Ne consumez donc plus, ô mon père ! l'hiver d'une vie glorieuse sur une terre étrangère ; revenez dans votre patrie ; rendez-moi mon père, ma famille ; je vous rendrai un fils qui ne veut pas se repentir, mais qui veut et doit vous aimer. Vous voyez que la nation a été calomniée, qu'elle est encore digne de posséder vos vertus ; elle oubliera une passagère résistance à sa régénération, et oui, payera sans effort le tribut qu'elle doit au long et solide éclat de votre vie. »

Le vieux maréchal fait à son fils une réponse courte et noble, et l'on pense bien qu'il ne défère point à ses conseils :

« J'ai balancé, monsieur, à vous répondre : le silence d'un mépris dont j'ai la conscience chargée, et qui ne peut pas échapper à la vôtre, vous en dit assez ; mais je veux bien vous laisser lire plus librement dans mon cœur. Votre lettre est ce qu'elle devait être. Je ne reconnais aucun des principes que vous y consacrez. Lorsqu'il est question de tous, j'éloigne le passé de ma mémoire ; vos prédications ne sont pas pour moi l'avenir, et de quelque voile qu'il soit enveloppé, vous ne serez jamais pour moi le frère de mes enfants, vous ne serez jamais mon fils. Vous voulez me toucher au nom de ma gloire, vous devez en être un mauvais juge ; j'ai besoin d'un peu d'éclat pour me faire pardonner votre existence. »

— Signé le maréchal de Broglie. (Pas de date).
D'ailleurs les choses prennent une tournure qui répond mal aux espérances du jeune abbé. Obligé de quitter le séminaire et même de sortir de France, il se retire en Allemagne auprès de son père.
Il émigre en juin 1790 et est ordonné prêtre à Trèves le 1er mars 1792. Présenté en 1796 à Bad Pyrmont au roi de Prusse Frédéric-Guillaume II qui sait l'apprécier, il est désigné par lui comme prévôt du chapitre de Posen, dans l'ancienne Pologne en 1797 et admis à la cour de Berlin. Honoré de la faveur du monarque, il aurait même put obtenir un siège épiscopal. Il ne prend possession de son bénéfice qu'à la mort de son protecteur en juin 1798. Il entre en relation avec Napoléon Bonaparte par Bernier, évêque d'Orléans et par le consul Lebrun.

### Maurice de Broglie etNapoléonIer
Le 17 décembre 1801, il quitte la Pologne et rentre en France. En 1802 et en 1803, il se rend à Münster chez le maréchal son père mais ne peut le décider à revenir dans sa patrie. Il peut cependant obtenir du gouvernement que sa famille recouvre les biens séquestrés qui n'avaient pas encore été vendus.
En 1804, quelques démarches qu'il a faites pour recouvrer des bois non vendus appartenant à sa famille ayant porté son nom aux oreilles de Bonaparte, qui cherchait alors à s'entourer des anciennes familles de la monarchie, l'abbé de Broglie est nommé à l'improviste son aumônier et ne peut échapper à cette faveur, quoiqu'il allègue sa santé, dès lors assez délicate.
Il suit l'Empereur en Italie.
En avril 1805, il est désigné pour l'évêché d'Acqui en Piémont. Il est sacré le 17 novembre 1805 à Saint-Sulpice par le cardinal-légat Caprara (les coconsécrateurs sont les évêques René des Monstiers de Mérinville et Louis Charrier de La Roche). Il publie un mandement à l'occasion de la bataille d'Austerlitz, où il prodigue des éloges à l'Empereur. L'évêque les modère dans la suite.
Il demande son changement, se plaignant plaisamment d'être à la porte de l'enfer (à cause des eaux thermales de la ville), et il est transféré à l'évêché de Gand le 4 décembre 1807. Il tente de rétablir son église dans l'indépendance, ce qui indispose l'Empereur.
Le 2 février 1809, il est coconsécrateur d'Étienne Antoine Boulogne.
Les États pontificaux sont annexés depuis 1809. En 1810, Napoléon envoie à Broglie la croix de la Légion d'honneur. Le prélat la refuse, ne croyant pas pouvoir prêter un serment qui l'oblige à soutenir l'intégrité de l'Empire, au moment où l'on y réunit les États du Saint-Siège. Il renvoie la décoration et expose ses motifs dans un mémoire adressé au ministre. Quelque temps après, l'Empereur, à son audience, apostrophe rudement l'évêque de Gand, qui ne craint point de dire que sa conscience s'oppose à ce qu'on demande de lui. Une réponse brutale annonce au prélat qu'il est tombé dans une disgrâce complète.
Il ne tarde pas à essuyer des reproches. Dès le 10 août 1809, une lettre du ministre des Cultes annonce que « l'Empereur était mécontent du peu d'attachement que l'évêque de Gand montrait pour sa personne ; que l'esprit du clergé devenait de plus en plus mauvais ; que le prélat donnait sa confiance à un grand-vicaire peu propre à concilier les esprits au gouvernement ». Napoléon en veut pourtant moins au prélat qu'à son grand-vicaire, l'abbé Le Sure, qui remplit depuis le même emploi auprès du prince de Croÿ, archevêque de Rouen. L'abbé Le Sure reçoit l'ordre de se rendre à Paris : Broglie, qui lui est très attaché, fait avec lui ce voyage, puis est contraint de retourner dans son diocèse sans son grand-vicaire, qui consacre dès lors ses loisirs à la composition d'excellents opuscules ascétiques.
Un concile national est convoqué en juin 1811 afin de trouver un moyen d'instituer les évêques sans avoir recours au souverain pontife. Mandé, Broglie parle constamment contre les mesures proposées et proteste énergiquement contre la façon dont Napoléon interprète son conflit avec le Saint-Siège et, chargé de lui répondre, élude ses exigences.
Le 10 juillet, le concile est dissous et le prélat, privé de son titre, arrêté avec les évêques de Tournay et de Troyes, enfermé au donjon de Vincennes, où on les met au secret le plus rigoureux. Sa captivité dure plus de quatre mois et demi, et est d'autant plus pénible pour de Broglie, qu'il a toujours été d'une santé très fragile. En novembre, le duc de Rovigo lui demande sa démission, qu'il présente non sans répugnance le 23 : il y consent, et promet même de ne plus se mêler de l'administration de son diocèse. Il quitte Vincennes le 13 décembre. Exilé à Beaune, il est, peu de temps après, accusé d'entretenir des intelligences avec ses vicaires généraux. On le transporte à l'île Sainte-Marguerite, sur les côtes de la Provence, le 6 mars 1812.
Peu de jours après l'arrestation de l'évêque, on fait à Gand les recherches les plus sévères dans son palais, on y enlève tous ses papiers, et fait arrêter son secrétaire. Des grands-vicaires et des chanoines sont encore mis en prison, ou envoyés en exil, et on veut forcer le chapitre à prendre en main l'administration du diocèse.
En janvier 1813, il est de nouveau interné à Beaune. Un nouvel évêque (Jacques-Louis de La Brue de Saint-Bauzile) est nommé à Gand, et de Broglie est sollicité de déclarer de nouveau qu'il renonce à l'administration de son diocèse, ce qu'il fait par un acte daté de Dijon, le 8 juillet, et dans lequel il ne révoque cependant point les pouvoirs donnés à ses grands-vicaires, mais qui n'en sert pas moins de prétexte à de nouvelles vexations contre son clergé.
À la chute de Napoléon, ses concessions sont regardées comme nulles, puisqu'extorquées par la violence.
Rappelé dans son diocèse par les vœux unanimes du peuple et du clergé, il reparait à Gand le 24 mai 1814, après que les Français ont abandonné la Belgique, et veut expier ce qu'il regarde comme une faiblesse. Le prélat témoigne devant son chapitre le regret d'avoir cédé à l'orage en donnant deux fois sa démission.
D'autres épreuves, non moins violentes, l'attendent encore.

### Maurice de Broglie etGuillaumeIer
Cependant la Belgique vient de changer de maître. Les puissances ont arrêté de réunir les Pays-Bas à la Hollande, et de donner cette souveraineté à la maison d'Orange. L'évêque de Gand, qui a connu le prince d'Orange à Berlin pendant l'émigration, doit se flatter d'être plus tranquille sous son règne ; mais bientôt les catholiques doivent concevoir des alarmes sur la marche du gouvernement.
Comme Gand fait partie de la Belgique, Broglie doit prêter serment au roi des Pays-Bas, mais les projets d'une constitution alarment la conscience du prélat. L'évêque de Gand ne tarde pas à entrer en lutte contre le roi Guillaume Ier : il rappelle les Jésuites que Guillaume ordonne de disperser, publie les brefs du pape sans autorisation, proteste contre le texte de la constitution du royaume, qui admet la liberté et l'égalité des cultes, et en septembre 1815, souscrit le jugement doctrinal qui interdit aux catholiques de prêter serment à la constitution.
Il plaide la cause des catholiques dans trois écrits qui paraissent successivement, savoir : une Adresse au roi, signée le 28 juillet 1815, par les évêques de Gand, de Tournai, de Namur, et par les grands-vicaires de Malines et de Liège, une Instruction pastorale, en français et en néerlandais, du 2 août de la même année, et enfin un autre écrit intitulé : Jugement doctrinal des évêques des Pays-Bas sur le serment prescrit.
En octobre, il envoie au congrès de Vienne un mémoire sur les aspirations des catholiques des Pays-Bas, espérant ainsi influencer les décisions des puissances. La Belgique n'en est pas moins réunie aux Provinces-Unies protestantes pour former le royaume uni des Pays-Bas.
Il a recours en dernier lieu à Rome, et le pape décida que la nouvelle loi fondamentale contenant des erreurs contraires à la religion catholique, la résistance des évêques ne peut être blâmée avec justice, et qu'on ne peut exiger des serments contraires à la conscience.
Les différends deviennent plus sérieux au sujet de l'érection de nouvelles universités en Belgique. L'évêque de Gand croit apercevoir qu'on y écarte la morale de l'Évangile pour faire place à la morale philosophique. Sa Représentation au roi signala les nouveaux griefs des catholiques.
En octobre 1816, il refuse d'ordonner les prières publiques pour la princesse d'Orange, épouse du prince héritier Guillaume. Enfin, en mars 1817, il ne chante pas le Te Deum pour célébrer son accouchement.
Dès le 19 décembre 1816, le roi Guillaume a pris deux arrêtés successifs, l'un pour ordonner l'instruction du procès du prélat, l'autre, du 21 janvier, porte la cause devant la cour d'appel ; tous deux ont été provoqués par un long rapport du ministre de la Justice Cornelis van Maanen. La chambre des mises en accusation ne s'étant pas trouvée compétente, on lui adjoint de nouveaux juges. Le 26 février 1817, l'évêque reçoit un mandat pour comparaître devant la cour ; il décline la compétence de ce tribunal, attendu qu'il s'agit de la doctrine. Sa réponse du 2 mars est publiée dans les journaux. Il fait alors une tournée dans son diocèse ; quand elle est finie, on lui signifie un mandat d'amener qui l'oblige de se retirer en France à la fin de mars.

### L'exil parisien
Lorsque le 27 mars un mandat d'amener a été pris à son égard, il passe la frontière et se retire tantôt à Beaune, tantôt à Paris, toujours en proie à des infirmités, que les traitements exercés envers lui ou envers son clergé, ne sont pas propres à adoucir.
Le 10 juin, le ministère public de la cour d'appel prononce un long réquisitoire contre lui : les griefs portent sur le Jugement doctrinal, sur la défense de faire le serment, sur la censure des actes de l'autorité, sur la publication des rescrits étrangers et sur une correspondance secrète au dehors. La chambre d'accusation, écartant les autres chefs, s'attache au Jugement doctrinal et à la correspondance avec Rome : un décret de prise de corps est lancé contre l'évêque. Après divers délais il est cité de nouveau à comparaître ; dans l'acte d'accusation on le qualifie ainsi : le nommé Maurice de Broglie, et on l'accuse de crimes. Il se défend par une protestation datée d'Amiens le 9 octobre, et dans laquelle il déduit ses motifs pour ne pas obtempérer. Cette protestation n'est point reçue, et, le 8 novembre 1817, la cour porte un jugement qui le condamne à la déportation.
Nonobstant ses protestations, un arrêt du 8 novembre 1817 le condamne, par contumace, à la déportation et à la perte de ses biens. Cette sentence est affichée à Gand le 19 novembre 1817, par la main du bourreau, à un poteau sur la place publique, entre deux voleurs exposés au pilori. Mais un tel procédé produit l'effet contraire à celui attendu : il révolte les catholiques, et accroit l'intérêt qu'excite le prélat.
De Broglie adresse aux souverains réunis au congrès d'Aix-la-Chapelle un Mémoire intitulé : Réclamation respectueuse adressée à LL. MM. les empereurs d'Autriche et de Russie, et le roi de Prusse, relativement à l'état des affaires religieuses en Belgique. Cette pièce, datée de Beaune, du 4 octobre 1818, est imprimée en 1859.
Vers la fin de février 1818, on imagine de soutenir qu'il a perdu sa juridiction par l'arrêt du 8 novembre et qu'il est mort civilement. On ne veut plus en conséquence reconnaître ses grands-vicaires, et on sollicite le chapitre de prendre en main le gouvernement du diocèse. Le chapitre refuse par une lettre motivée. Dès lors commence une série de vexations comme du temps de Napoléon. Le premier grand-vicaire, l'abbé le Surre, est obligé de quitter le pays ; deux autres grands-vicaires sont mis en jugement. Tous les trois, ainsi que plusieurs chanoines, curés et desservants, sont privés de leurs traitements. Les élèves du séminaire sont contraints de quitter leurs études et d'entrer dans la milice : les religieuses même sont inquiétées dans leurs monastères. Ces rigueurs continuent jusqu'à la mort de l'évêque.
Il reçoit chaque jour de sinistres nouvelles de l'état de son diocèse : toutes ces circonstances sont autant de coups portés à la sensibilité de de Broglie, et ont contribué sans doute à ruiner une santé faible et fatiguée par tant d'épreuves.
Au début de 1821, sa belle-sœur la princesse de Revel (d) vient demeurer avec lui et ne le quitte qu'après lui avoir fermé les yeux. Le prélat se trouve à Paris, lorsqu'après de longues souffrances, il meurt le vendredi 20 juillet 1821, à une heure du matin, âgé de 54 ans et 10 mois.
Le corps de l'évêque de Gand, après avoir été embaumé et déposé dans un double cercueil de plomb et de chêne, reste plusieurs jours dans une chapelle ardente. Le dimanche soir, le clergé de Saint-Sulpice s’y rend, en cortège, pour y jeter de l'eau bénite. Le 24, les obsèques sont célébrées à Saint-Sulpice : le coadjuteur de Paris officie et fait les absoutes. Le nonce, des prélats, des pairs, des députés, et autres personnes de distinction, y assistent. Le prince Amédée de Broglie, frère du défunt, est à la tête de la famille. Le corps est déposé dans un caveau de l'église, situé sous le chœur. Plus tard, le cercueil est transféré dans la crypte de la cathédrale Saint-Bavon de Gand et son cœur au grand séminaire.

## Décorations
- Napoléon Ier a offert la croix de la Légion d'honneur à Broglie : le prélat l'a refusée et a renvoyé la décoration.

## Titres
- Prince de Broglie : par un diplôme de 1759, l'empereur François Ier du Saint-Empire a conféré au maréchal de Broglie le titre de prince du Saint-Empire pour lui et ses descendants ;
- Baron de l'Empire.

## Autres fonctions
- Aumônier de Napoléon Ier (1804).

## Publications
Les écrits de Broglie dont l'intérêt réside soit dans leur mérite intrinsèque, soit dans la nature des circonstances elles-mêmes, sont au nombre de cinq :
- Adresse au roi (28 juillet 1815 : cette adresse est signée par les évêques de Gand, de Tournay, de Namur, et par les grands-vicaires de Malines et de Liège ;
- une Instruction pastorale, en français et en néerlandais (2 août 1815) ;
- un Jugement doctrinal des évêques des Pays-Bas sur le serment prescrit ;
- une Représentation sur l'introduction de certains ouvrages funestes dans l'enseignement, et sur ses craintes relativement au sort des séminaires épiscopaux ;
- Réclamation respectueuse adressée à LL. MM. les empereurs d'Autriche et de Russie, et le roi de Prusse, relativement à l'état des affaires religieuses en Belgique (4 octobre 1818 - Beaune, imprimée en 1859).

## Armoiries
| Figure | Blasonnement |
|        | Armes du baron de Broglie et de l'Empire D'or, au sautoir ancré d'azur (de Broglie) ; au canton des Barons Évêques de l'Empire brochant |